# Cryptonomicon
Cryptonomicon (publicerad 1999) är en bok av Neal Stephenson. Den inleder på flera sätt en ny tråd i hans författarskap. Medan författaren i sina tidigare science fiction-orienterade romaner vänt blicken mot framtiden, tar han här avstamp i en berättelse med dokumentära inslag som utspelar sig före och under andra världskriget – med en parallellhandling i nutid. Kryptering är ett centralt begrepp boken igenom. 

## Genre
Cryptonomicon är alltså i allt väsentligt en historisk roman, och förebådar på så sätt Stephensons barock-trilogi om den moderna naturvetenskapens framväxt på 1600- och 1700-talen.

## Huvudpersoner
En av huvudpersonerna är Lawrence Pitchard Waterhouse, en ung matematikbegåvad amerikan som mitt under brinnande världskrig, 1942, börjar jobba i det brittiska centret för kryptoanalys i Bletchley Park, där man knäckt koden till den tyska krypteringsmaskinen Enigma. Där kommer han i nära kontakt med Alan Turing, som var drivande i arbetet med att knäcka Enigma och samtidigt jobbade på sina egna projekt, som Turingmaskinen – en modell för matematiska beräkningar som hade stor betydelse för konstruktionen av tidiga datorer.
Stephenson kan sin historia och mycket om kryptologi, ett ämne som också diskuteras boken igenom. Ett intressant grepp är att han använder såväl fiktiva personer som Waterhouse och historiska gestalter som Turing, som här alltså främst är en romangestalt.

## Nutidskoppling
Nutidsberättelsen handlar om en Randall 'Randy' Lawrence Waterhouse, sonson till L.P. Waterhouse, som tillsammans med vänner och affärsbekanta försöker sätta upp ett Data Haven i den fiktiva sydostasiatiska staten Kinakuta (som bär många drag av Brunei). Målet är att skapa en knutpunkt för penningtransaktioner – hemliga eller illegala – som är så väl krypterade att de inte kan spåras eller härledas.
Där, i Kinakuta, knyts också parallellhandlingarna ihop, genom en tredje berättelse, som följer den amerikanske marinsoldaten Bobby Shaftoe, från andra världskriget över en lång vistelse i Sverige till Sydostasien – där även hans sentida ättlingar kommer att ingå i berättelsen.

## Kritik
Trots sina djupdykningar i tekniska detaljer tilltalade boken både Stephensons tidigare läsarskara och litteraturkritiker  och den nominerades i USA till Hugopriset för bästa roman år 2000.

## Utgåvor
Cryptonomicon är i skrivande stund (2015) inte översatt till svenska, men finns bland annat översatt till danska och spanska. Den finns i flera utgåvor på engelska, bland annat följande (som hämtats från engelskspråkiga Wikipedia):
- ISBN 0-380-97346-4 : Inbunden (1999)
- ISBN 0-380-78862-4 : Storpocket (2000)
- ISBN 1-57453-470-X : Audio Cassette (abridged) (2001)
- ISBN 0-06-051280-6 : Pocket (2002)
- ISBN B-000-09M9L-W: e-book (Adobe Reader)
- ISBN B-000-09M9LX: e-book (Microsoft Reader)
- Nedladdningsbar ljudbok från  Itunes och Audible.com